# 비천무 (드라마)
《비천무》는 2008년 2월 1일부터 2008년 3월 21일까지 방영된 SBS 금요드라마이다.
이 드라마는 첫 100% 사전제작으로 화제가 됐지만 지상파 편성이 여러 차례 미뤄졌다가 2008년 SBS 금요드라마로 간신히 편성됐으나, “중국 배우가 등장해 더빙에서 시청자의 집중도를 떨어뜨렸다”, “70분 24부작을 60분 14부작으로 편집하면서 전개에 무리가 따랐다”는 등으로 한자릿수 시청률로 기대 이하의 성적에 그쳤다.

## 등장 인물

### 주요 인물
- 주진모 : 유진하(劉珍河) / 자하랑(紫霞狼) 역
- 박지윤 : 타루가 설리(探魯加 雪莉 Таруга / Тэлуга Сёл Ли) 역

### 주변 인물
- 장성원 : 이아신(李阿信) 역
- 우리[3] : 진여진(陳麗珍) 역
- 이종혁 : 하창룡(何昌龍) 역
- 왕아남[4] : 남궁준광(南宮俊光) 역
- 김강우 : 사준(史俊) 역
- 박진우 : 남궁성(南宮成) 역
- 박신혜 : 이아리수(李阿利水) 역

### 그 외 인물
- 기주봉 : 곽정(郭睁) 역
- 황달량[5] : 남궁연길(南宮延吉) 역 - 남궁준광의 아바지
- 조소[6] : 타루가 야후라이(Таруга/Тэлуга Яхулай/Ехулай) 역 - 설리의 의붓오빠
- 박정학 : 이화수(李華水) 역
- 왕지화[7] : 황보(皇甫) 역 - 남궁연길의 수하
- 엄관[8] : 유장옥(劉章鈺) 역 - 유진하의 아버지
- 강홍[9] : 서선 역 - 설리의 하녀
- 기녕[10] : Chang Tian 역
- 장염빙
- 노용[11] : 타루가(探魯加 Таруга/Тэлуга) 역
- 요건명
- (沉浮) : 강서성(江西省)에 있는 진우량(陳友諒)
- (姜海) : 장사성(張士誠)
- (公方敏) : 강남성 (江南省)에 있는 주원장(朱元璋) 역
- (張亞鵬) : 서달(徐達) 역 - 주원장의군 장군
- 미상 : 흑매 역 - 남궁세가의 자객
- 미상 : 산매현 (山梅縣) 군수 역
- 미상 : 남궁연(南宮燕) 역 - 설리의 딸, 남궁성의 의붓여동생

## 제작진
- 제작 : 그룹에이트
- 연출 : 윤상호
- 극본 : 강은경, 이은상
- 조연출 : 홍종찬, 조정현, 김영민
- 촬영 감독 : 운석돌, 묘건희, 김주식
- 무술 감독 : 마옥성(중국)
- 음향 감독 : 이영수, 이준배
- 조명 감독 : 맥국강(중국)
- 미술 감독 : 왕국(중국)
- SCR : 윤라영, 송현민, 유완례
- 촬영부 : 김용석
- 크레인 : 이광석
- 음악 : 송병준, 김봉수
- 의상 :보보(중국)
- 소품 : 종지부
- 편집 : 김양일, 안광섭, 이은수
- 제작 진행 : 소병식
- 마케팅 : 손민정

## 결방
- 2008년 2월 8일 - 설 특선영화 《해리 포터와 불의 잔》으로 인해 결방[12]